# Индустријска зона (Болоња)
Индустријска зона (итал. Zona Industriale) је насеље у Италији у округу Болоња, региону Емилија-Ромања.
Према процени из 2011. у насељу је живело 311 становника. Насеље се налази на надморској висини од 66 м.